# Łuka (rejon buczański)
Łuka (ukr. Лука) – wieś na Ukrainie, w obwodzie kijowskim, w rejonie buczańskim, w hromadzie Biłohorodka. W 2001 liczyła 712 mieszkańców, spośród których 703 wskazało jako ojczysty język ukraiński, a 9 rosyjski.